# Pachyballus
Pachyballus là một chi nhện trong họ Salticidae.